# Homoseksualna X muza
Homoseksualna X muza (tytuł oryg. Fabulous! The Story of Queer Cinema; alternat. tytuł pol. Bosko! Historia kina ekscentrycznego) – amerykański film dokumentalny powstały w 2006 roku, traktujący o historii kina LGBT. Jego premiera odbyła się w trakcie Międzynarodowego Festiwalu Filmowego w Berlinie lutym 2006 r.
Emisji filmu, w ramach seansu tematycznego „Wieczór z kinem queer”, podjęła się dnia 25 lutego 2010 r. telewizyjna stacja Ale Kino!. Wcześniej był on emitowany także przez HBO Polska.

## Opis filmu
Dokumentalne spojrzenie na historię kina LGBT, czyli takiego, którego bohaterami są postacie homo- i biseksualne oraz osoby transgenderyczne. Film ukazuje zmianę w światowej obyczajowości, a co za tym idzie − rozwój kinematografii gejowskiej.
Toczone są dyskusje z twórcami kina queer, tj. z reżyserami, scenarzystami czy aktorami projektów LGBT. Pod uwagę brane są filmy kina eksperymentalnego z lat 40. i 50., wczesne obrazy takich kreatorów jak Andy Warhol czy John Waters, zaangażowane społecznie dokumenty z lat 80., filmy z bohaterami LGBT poruszające problematykę AIDS, produkcje powstałe w dobie rozkwitu nurtu „New Queer Cinema”, a także kręcone współcześnie filmy o tematyce queerowej.

## W filmie wystąpili
| - Randy Barbato - Dan Bucatinsky - Jonathan Caouette - Ash Christian - John Cooper - Wilson Cruz - Alan Cumming - Donna Deitch - Arthur Dong - Alonso Duralde - Marga Gómez - Stephen Gutwillig - Todd Haynes - Marcus Hu | - Randy Jones - Nina Landey - Ang Lee - Jennie Livingston - Jane Lynch - Heather Matarazzo - Ian McKellen (materiały archiwalne) - John Cameron Mitchell - Michael Musto - Tommy O’Haver - Jenni Olson - Peter Paige - Patrik-Ian Polk - Billy Porter | - B. Ruby Rich - Angela Robinson - Don Roos - James Schamus - Michelangelo Signorile - Rose Troche - Guinevere Turner - Christine Vachon - Gus Van Sant - Andy Warhol (materiały archiwalne) - John Waters - Stephen Winter - Alice Wu |

## Odwołania
W filmie zaprezentowano fragmenty filmów, które uznawane są za istotne dla kinematografii LGBT.
Wybór owych filmów:
- Kobiece kłopoty (1974), reż. John Waters
- Zła noc (1986), reż. Gus Van Sant
- Poison (1991), reż. Todd Haynes
- The Living End (1992), reż. Gregg Araki
- Doom Generation − Stracone pokolenie (1995), reż. Gregg Araki
- Billy’s Hollywood Screen Kiss (1998), reż. Tommy O’Haver
- Nie czas na łzy (1999), reż. Kimberly Peirce
- All Over the Guy (2001), reż. Julie Davis
- Tarnation (2003), reż. Jonathan Caouette
- Tajemnica Brokeback Mountain (2005), reż. Ang Lee